# Yu-Gi-Oh! (ruilkaartspel)

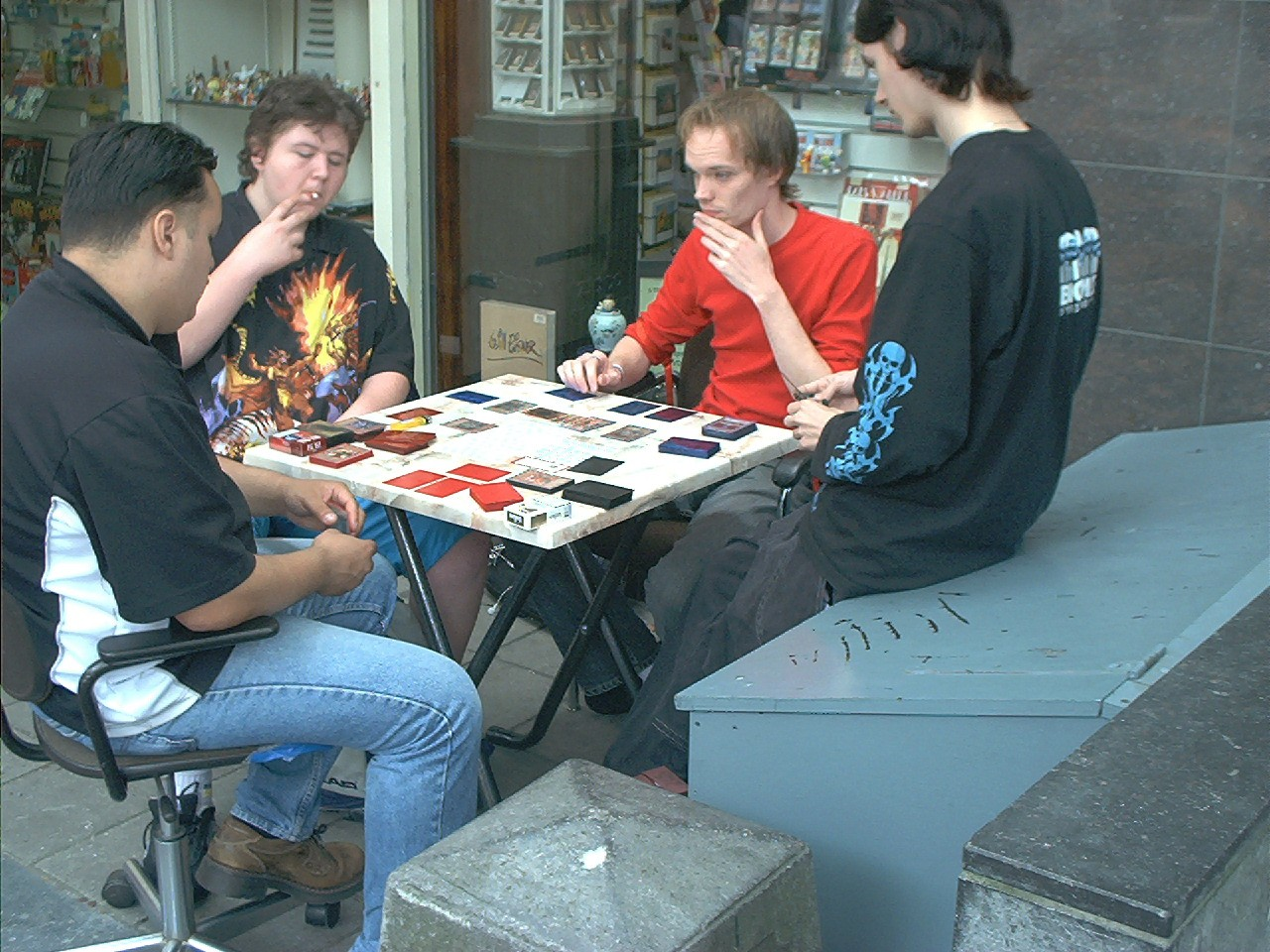
Geanimeerd spel aan de Haagse Herenstraat

Yu-Gi-Oh! (Japans voor: Koning der Spellen), ook bekend als Duel Monsters, is een Japans ruilkaartspel dat rond 1996 bedacht is door Kazuki Takahashi. De animeserie Yu-Gi-Oh! draait geheel rond dit spel.
Het spel wordt in Azië gedistribueerd door Konami als Yu-Gi-Oh! Duel Monsters: Official Card Game (OCG). In de Verenigde Staten verzorgt nu ook Konami de distributie in plaats van Upperdeck Entertainment. In 2010 na een lang juridisch overleg is ook de verdeling van kaarten in België en Nederland overgedragen van UDE en Intrafin naar Konami. Het spel kende zijn hoogtepunt in 2003-2004 maar de spelers zijn gereduceerd tot de harde kern heden ten dage, mede door de releases van reprints van ooit zeldzame en dure kaarten.

## Achtergrond

### Doel
In het spel is het de bedoeling de levenspunten van de andere speler van 8000 naar 0 te brengen en of ervoor zorgen dat het deck van de andere speler zo snel mogelijk geen kaarten meer bevat. Een deck bevat minimaal 40 en maximaal  60 kaarten. In het algemeen is het beter om een deck zo dicht mogelijk bij 40 te houden zodat de speler gemakkelijker de kaarten krijgt die hij nodig heeft.
Andere, wat minder vaak gebruikte manieren om te winnen zijn "Destiny Board", "Last Turn" en in zeker mate "Exchange of the Spirit". Dit zijn wincondities gebaseerd op valstrikkaarten. De laatste twee genoemde zijn ondertussen al uitgesloten om te gebruiken op officiële toernooien.
Daarnaast is er ook nog "Exodia the Forbidden one" met zijn ledematen. Wie deze kaarten in de hand verzamelt, is  automatisch de winnaar. Een andere combinatie met deze kaarten om direct te winnen omvat het gebruik van het monster "Exodius the Ultimate Forbidden Lord"
Verder is er nog de kaart "Final Countdown". Deze kaart die 2000 levenspunten kost, maakt een speler automatisch tot winnaar als hij het gedurende in totaal 20 beurten kan overleven.
Het verlagen van de levenspunten van de tegenstander doet men door met monsters aan te vallen en te verdedigen. Daarnaast zijn er kaarten die deze monsters bijstaan. 
Verder kan de speler ook nog de levenspunten van de tegenstander verlagen door het activeren van kaarten die directe schade toebrengen aan de tegenstander, burn-kaarten genoemd (brandkaarten).
Om te beginnen zijn er 3 soorten kaarten: magische kaarten, val-/strikkaarten en monsterkaarten.

### Speelveld
Beide spelers hebben een speelveld bestaande uit twee rijen van 7 rechthoekjes, en een los vak rechts bovenin. Ook is er een rij van twee vakjes dat zich tussen beide speelvelden in bevindt:
- veldkaartzone: linksboven zit de veldkaart zone. Hier worden magische veldkaarten gespeeld.
- monsterkaartzones: de vijf vakjes naast de veldkaart zone zijn bedoeld voor monsterkaarten.
- extra monsterzones: de twee vakjes tussen de monsterkaartzones van beide spelers zijn bedoeld voor linkmonsters. Deze behoren niet tot het speelveld van een van de spelers zolang deze nog niet door een van de spelers zijn bezet.
- kerkhof: het vakje rechtsboven. Hier worden alle uitgewerkte kaarten of vernietigde monsters heen gestuurd.
- Verbannings zone: het vakje rechtsboven (boven het kerkhof) welke een kwartslag verdraait is afgebeeld. Hier worden de kaarten heen gestuurd welke zijn verbannen uit het spel.
- Extra deck: het vakje linksonder. Hier worden de kaarten van fusiemonsters, Synchromonsters, linkmonsters en Xyz monsters opgeslagen.
- Magie/valkaartzones: de vijf vakjes onder de monsterkaart zones. Deze dienen voor magie en val kaarten.
- Deckzone: het vakje rechtsonder. Hier ligt het deck van een speler.
- Pendulumzone: het vakje links en rechts. (links tussen het extra deck en veldkaartzone, rechts tussen de deckzone en het Kerkhof) Deze dienen om Pendulum scales te plaatsen.

### Regels
Dit zijn enkele basisregels. Dit houdt ook rechten van spelers en gedragsregels in.
- Een speler moet altijd duidelijk vermelden wat hij/zij doet (kaarten dicht of open spelen, effecten laten werken enz.)
- Spelers mogen elkaars kerkhoven doorkijken (met toestemming van de eigenaar van diens kerkhof).
- Een speler mag aan het eind van zijn/haar beurt niet meer dan 6 kaarten vasthouden. De kaarten die te veel zouden zijn gaan naar het kerkhof.
- Het deck van een speler moet minstens 40 kaarten bevatten.
- Van de zogenaamde "Limited Cards" mag er 1 exemplaar in 1 deck voorkomen.
- Van de zogenaamde "Semi-Limited Cards" mogen er 2 exemplaren in 1 deck voor komen.
- Van alle andere kaarten mogen er 3 dezelfde in het deck zitten.

Er zijn nog duizenden andere regels van toepassing, deze variëren naargelang welke kaarten gespeeld worden en met welke kaarten erop gereageerd wordt. Deze regels zijn samengevat in verzamelde werken die zijn uitgegeven door Konami.

## Kaarten
De kaarten in het spel komen voor in drie verschillende hoofdgroepen: monster, magie en val. Daarbinnen zijn nog subgroepen. 
Alle kaarten worden gemarkeerd met een code die hun zeldzaamheid aangeeft. 

### Monsterkaarten
Monsterkaarten zijn de standaardkaarten uit een deck. Ze zijn tevens de belangrijkste omdat men ermee kan aanvallen en verdedigen. Op een monsterkaart staat altijd vermeld: 
- Naam: De naam van het monster
- Niveau: Het niveau wordt aangeduid met oranje sterren. De sterren geven aan hoeveel monsters voor deze kaart opgeofferd moet worden.
- ATK: Hoeveel aanvalspunten het monster heeft.
- DEF: Hoeveel verdedigingspunten het monster heeft.
- Attribuut: Attributen zijn het soort element dat het monster geeft. er zijn 7 soorten attributen. 
 Aarde, Water, Vuur, Wind, Licht , Duisternis en Divine. Divine was het attribuut van de Egyptische godkaarten, maar sinds de release van een legale versie van de Egyptische god "Obelisk the Tormentor" en "The Winged Dragon of Ra" is dit nu ook een officieel attribuut.
- Type: welk soort monster het is. Er zijn 24 types. 
 Aqua, Beast, Beast-Warrior, Dinosaur, Divine-Beast, Dragon, Fairy, Fiend, Fish, Insect, Machine, Plant, Pyro, Reptile, Rock, Sea Serpent, Spellcaster, Thunder, Warrior, Winged Beast, Zombie, Psychic, Cyberse en Wirm.
- Kaartbeschrijving: Dit vindt men onderaan de afbeelding van de monster. Bij gewone monsterkaarten staat hier een beschrijving van het monster. Bij overige monsterkaarten de effecten die dat monster heeft of de omstandigheden waaronder het monster kan worden opgeroepen.

Monsterkaarten komen in de volgende variaties voor:
Normale monstersDit zijn de gele monsterkaarten. Deze monsters kunnen slechts aanvallen en verdedigen.
Effectmonsters
Deze monsters hebben nog een bijeffect. Deze kaarten zijn oranje gekleurd. Er zijn verschillende soorten effecten:
- FLIP: deze effecten gaan in werking als het monster via een zogenaamde FLIP-oproep wordt opgeroepen. Deze effecten gelden 1 beurt.
- CONTINUE: Deze effecten blijven gelden zolang het monster open (met de afbeelding naar boven) op het veld ligt.
- TRIGGER: deze effecten kan een speler ook buiten zijn of haar beurt om activeren.
- Toon: Deze monsters kunnen enkel special summoned worden als de magiekaart "Toon World" op het veld ligt. Het voordeel is wel dat toon-monsters een speler rechtstreeks kunnen aanvallen (tenzij die speler ook een toon-monster heeft).
- Spirit: effect-monsters die na te zijn gespeeld terugkeren naar de hand van hun eigenaar.
- Union: effect-monsters die als een equip-kaart kunnen worden vastgemaakt aan een ander monsters.
- Gemini: monsters waarvan het effect pas in werking treedt als ze na de beurt waarin ze zijn gespeeld nog een keer worden opgeroepen. Dit houdt in dat de speler in die tweede beurt geen nieuw monster speelt, maar doet alsof hij het geminimonster nog een keer oproept.
- Tuner: deze zijn nodig om de synchromonsters op te roepen.

FusiemonsterDeze kaarten zijn paars gekleurd. In tegenstelling tot andere monsterkaarten bevinden de fusiemonsters zich in het Extra-deck. Deze monsters kunnen alleen worden opgeroepen met de magische kaart Polymerization wanneer de 2 of meerdere monsters waaruit ze ontstaan op het veld liggen, of worden vastgehouden door de speler die de fusie uitvoert. Monsters kunnen ook met elkaar gefuseerd worden door middel van contactfusie, dat wil zeggen dat de magische kaart Polymerization niet nodig is om het Fusiemonster op te roepen (staat vermeld in de kaart). Merk op: de monsters die nodig zijn om een contactfusie uit te voeren moeten wel op het speelveld liggen. Fusiemonsters die worden vernietigd gaan net als alle andere kaarten naar het kerkhof. Fusiemonsters die terug worden gestuurd naar de hand van een speler gaan terug naar het Extra-deck. Fusiemonsters kunnen ook niet terug worden opgeroepen vanuit het kerkhof met behulp van Monster Reborn e.d..
Rituele MonstersDit zijn de blauwe monsterkaarten. Rituele monsters kunnen alleen worden opgeroepen met de bijbehorende rituele magische kaart. Om dit te doen moet een speler beide kaarten in zijn/haar hand hebben en aan de omstandigheden van het ritueel (meestal opofferen van monsters) kunnen voldoen.
Synchro MonstersDit zijn de witte monsterkaarten. Synchro monsters bevinden zich in het Extra-deck. Om Synchro monsters op te roepen heeft men een Tuner monster en een of meerdere non-Tuner monster(s) nodig en het level (aantal sterren) van het Tuner monster plus het level (aantal sterren) van het non-Tuner monster(s) moet gelijk zijn aan het level van het Synchro monster dat de speler wil oproepen. Let wel op: om een Synchro monster op te roepen moeten de Tuner- en de non-Tuner monster(s) open (face-up) op het speelveld liggen!
XYZ-monstersDit zijn de zwarte monsterkaarten. Xyz-monsters bevinden zich in het Extra-deck. Om deze monsters op te roepen heeft men 2 of meer monsters van hetzelfde aantal sterren nodig op het veld, bijvoorbeeld 2 level 4 (4 sterren monsters) en een xyz-monster met een rang (dit is NIET hetzelfde als een level, daarom is een xyz-monster niet geschikt als synchro of een ritual materiaal) die even hoog is als het level van de beide xyz-materialen op het veld(in dit geval een rang 4 xyz-monster). Wanneer een speler een xyz-monster wil oproepen, legt hij het benodigde aantal monsters op elkaar, en legt hij/zij het xyz-monster erbovenop (in dit geval is het dus een stapel van 3 speelkaarten). Xyz-monsters hebben meestal een effect waarbij je een monster moet 'detachen'. Dit betekent dat je één of meerdere monster(s) van de stapel onder het xyz-monster moet weghalen en hem in het kerkhof moet leggen, tenzij er op een kaart iets anders staat.
TokensSommige magische of monster kaarten hebben het effect dat ze zogenaamde "Tokens" oproepen. Tokens zijn denkbeeldige monsters. Er bestaan kaarten van, deze hebben een grijze kleur, maar als een speler met een magische kaart Tokens oproept worden deze vaak door een muntje of een pion gesymboliseerd, maar ervaren spelers gebruiken ook weleens een totaal zelfgemaakte kaart. Tokens zijn gebonden aan de vijfmonsterslimiet. Als ze vernietigd worden of verwijderd worden van het speelveld, gaan ze niet naar het kerkhof of een andere zone op het veld; ze houden simpelweg op te bestaan.

### Vloek-/magische kaarten
Vloek- of magische kaarten zijn groen van kleur. Ze kunnen de speler helpen diens monsters sterker te maken of de tegenstander te verzwakken.
Vloekkaarten kunnen direct worden gespeeld. Een speler mag er zoveel gebruiken als hij/zij wil, zolang de limiet van vijf (samen met de valkaarten) niet wordt overschreden. De meeste magische kaarten kunnen alleen tijdens de eigen beurt van een speler worden geactiveerd.
NormaleDeze magische kaarten werken 1 beurt. Na gebruik gaan ze naar het kerkhof. Normale magische kaarten hebben geen symbool rechtsboven op de kaart.
Quick-PlayDeze magische kaarten zijn te herkennen aan het bliksem-symbool rechtsboven op de kaart. Dit zijn de enige magische kaarten die een speler ook buiten zijn/haar beurt kan activeren indien ze gesloten (met de afbeelding naar beneden) op het veld liggen. Na activering worden ze naar het kerkhof gestuurd.
VeldkaartenDe veldkaarten zijn speciale magische kaarten te herkennen aan het kompas-symbool rechtsboven op de kaart. Veldkaarten worden in de veldkaartzone gespeeld en vallen buiten de vijfkaartenlimiet.
De effecten van veldkaarten gelden voor beide spelers. Een veldkaart blijft actief totdat hij wordt vernietigd of er een andere veldkaart wordt gespeeld.
ContinueDeze magische kaarten zijn te herkennen aan het op zijn kant liggende achtje rechtsboven op de kaart. Na activering blijven deze kaarten actief totdat ze worden vernietigd.
Rituele kaartenrituele magische kaarten hebben rechtsboven een vlam-symbool. Deze kaarten dienen om rituele monsterkaarten te mogen spelen.
EquipEquip magische kaarten hebben een kruissymbool rechtsboven op de kaart. Deze kaarten kunnen aan zowel een spelers eigen als vijandelijke monsters worden gegeven. Een equipkaart blijft actief tot hijzelf, of het monster waar hij aan vast is gemaakt, wordt vernietigd.

### Val/strikkaarten
Val zijn paars van kleur. Net als magische kaarten zijn ze bedoeld te tegenstander te hinderen.
Valkaarten mogen niet meteen worden geactiveerd. Ze moeten eerst dicht in een van de daarvoor bestemde vakjes worden gelegd. Valkaarten kunnen echter ook buiten een spelers beurt worden geactiveerd, bijvoorbeeld als reactie op een aanval.
NormaalDeze valkaarten werken één beurt.
ContinueDeze valkaarten blijven actief totdat ze worden vernietigd. Ze zijn te herkennen aan hetzelfde symbool als continue magische kaarten.
CountertrapCountertraps zijn bestemd om de effecten van andere magie of valkaarten tegen te gaan. Ze zijn te herkennen aan het pijl-symbool rechtsboven op de kaart.

## Duelleren

### Begin
Het spel wordt tussen 2 spelers gespeeld die duellisten genoemd worden. Om te bepalen wie wint worden er 3 spelletjes gespeeld (beste 2 van de 3). Iedere speler begint het spel met 8000 levenspunten. Voorafgaand aan het duel schudden beide duellisten hun deck en pakken de bovenste vijf kaarten. De speler die het duel opent mag nog niet aanvallen, alleen oproepen.

### Fasen
De beurt van elke speler bestaat uit een aantal vaste stappen: 
- Trekfase (draw phase): aan het begin van zijn/haar beurt pakt een speler de bovenste kaart van zijn/haar deck. Deze fase is verplicht.

- stand-byfase: een speciale fase tussen de trek-fase en hoofdfase 1 in. Sommige kaarteffecten treden alleen tijdens deze fase in werking.

- Hoofdfase 1: in deze fase mag een speler:
  - Een of meer (hangt af van het soort oproep) monsters oproepen
  - Magie of valkaarten neerleggen/activeren. Hierbij kan een chain ontstaan.
  - de positie van reeds opgeroepen monsters wijzigen (van aanval naar verdediging en vice – versa)

Na de eerste hoofdfase kan een speler kiezen: de beurt doorgeven of aanvallen. Let wel: de speler die het duel opent mag nog niet aanvallen. Indien tot een aanval wordt overgegaan:
- Gevechtsfase: de gevechtsfase bestaat uit de volgende stappen:
  - Eerst kiest een speler met welk monster hij/zij aan wil vallen en welk vijandelijk monster het doelwit is. Alleen monsters in aanvalsmode kunnen aanvallen. Verder mag elk monster maar één keer per beurt aanvallen, tenzij magie- of effectmonsterkaarten meerdere aanvallen toestaan. 
 Als een speler ervoor kiest een dichte monsterkaart aan te vallen wordt deze kaart open gelegd, maar blijft in verdedigingsmode. Als het monster een Flip-effect heeft gaat dit meteen in werking.
  - De tegenstander kan reageren met valkaarten of quick-play magische kaarten. Dit kan een chain tot gevolg hebben.
  - Na de aanval worden de vernietigde monsters naar het kerkhof gestuurd en de schade berekend.
  - Indien een speler na een aanval besluit nogmaals aan te vallen begint de gevechtsfase weer van voor af aan.
  - Als een speler geen monsters op zijn/haar kant van het veld heeft kan zijn/haar tegenstander direct de levenspunten aanvallen.

- Hoofdfase 2: deze fase volgt alleen na een gevechtsfase. Hierin mag een speler hetzelfde als in hoofdfase 1, zolang de regels voor oproepen en plaatsen van magie en valkaarten niet worden overtreden.

- Eindfase deze fase is het einde van de beurt van de speler, maar sommige kaarten mogen nog gebruikt worden.

### Oproepen
Per beurt mag een speler monsters oproepen. Hoeveel hangt af van het soort oproep. Let wel: de mode waarin een monster wordt opgeroepen (aanval of verdediging) is blijvend voor die beurt en kan pas vanaf de volgende beurt worden gewijzigd, behalve door toedoen van magie en valkaarten.
- Normaal: Bij een normale oproep plaatst een speler een gewone of effect monsterkaart open op het veld in aanvalsmode (verticaal). Dit mag slechts een keer per beurt (maakt niet uit in welke hoofdfase).

- Plaatsen: Bij plaatsen legt een speler een monster dicht op het veld. Een dichte monsterkaart kan alleen in verdedigingsmode liggen. Plaatsen geldt als normale oproep en mag dus ook slechts eenmaal per beurt. Verder kan een speler niet een monster plaatsen en normaal oproepen binnen dezelfde beurt.

- Offeren: Bij zowel een normale oproep als bij plaatsen geldt dat een monster met level 1 t/m 4 (vier sterren) direct kunnen worden gespeeld. Voor monsters met level 5 of 6 moet een speler echter eerst een ander monster op zijn/haar veld opofferen door deze naar het kerkhof te sturen. Voor monsters met level 7 of hoger moet een speler 2 monsters opofferen.

- Flip: een Flip-oproep houdt in dat een speler een monsterkaart die tijdens een eerdere beurt dicht is gespeeld (geplaatst) nu open draait in aanvals- of verdedigingsmode. Een Flip-oproep mag zo vaak als het aantal dichte monsterkaarten toestaat worden uitgevoerd. Dit is ook de oproep waarbij eventuele Flip-effecten in werking treden.

- Speciaal: Een speciale oproep is elke oproep waar een magische, val of effect-monster kaart aan te pas komt (zoals fusies en rituelen). Speciale oproepen mogen zolang de vijfmonsterslimiet niet wordt overschreden onbeperkt per beurt worden uitgevoerd. Op de rituele oproep na is dit de enige manier van oproepen waarbij een speler geen monsters hoeft op te offeren.

### Chain
Een chain is een reactie van meerdere effect-monsterkaarten, valkaarten en magische kaarten op elkaar waarbij de spelers elkaars kaarten teniet proberen te doen met hun eigen kaarten. Hierbij wordt gebruikgemaakt van zogenaamde spellspeeds.
- Spellspeed 1: in deze groep horen normale magische kaarten, continue magische kaarten, equipkaarten, veldkaarten, rituele kaarten en effectmonsters (zonder TRIGGER-effect). Kaarten in deze categorie kunnen worden tegengegaan met kaarten uit Spellspeed 2 en 3. Een speler kan kaarten uit deze groep alleen tijdens zijn/haar eigen beurt activeren.

- Spellspeed 2: in deze groep horen normale en continue valkaarten, quick-play magische kaarten en TRIGGER effect monsters. Deze kunnen worden gestopt met andere kaarten uit Spellspeed 2 en kaarten uit Spellspeed 3. Een speler kan deze kaarten zowel tijdens als buiten zijn/haar beurt activeren.

- Spellspeed 3: in deze groep horen countertrap kaarten. Deze kunnen alleen door andere Spellspeed 3 kaarten worden gestopt. Een speler kan deze kaarten zowel tijdens als buiten zijn/haar beurt activeren.

Als een speler een kaart activeert kijkt zijn/haar tegenstander in welke categorie deze kaart valt. Daarna kan hij/zij zelf met een andere kaart reageren. Een chain gaat door tot een van beide spelers niet meer kan reageren.

### Aanvalsschade
Afhankelijk van de ATK en DEF van beide spelers monsters worden er bij een aanval monsters vernietigd en levenspunten afgetrokken van een speler:
Als beide monsters in aanvalsmode staan worden de ATK's van beide vergeleken.
- Vijands ATK < aanvallers ATK: als de ATK van het aanvallende monster hoger is dan die van het vijandelijke monster, wordt het vijandelijke monster vernietigd. De eigenaar van het vernietigde monster verliest het verschil in ATK (hoogste – laagste) aan levenspunten.

- Vijands ATK = aanvallers ATK: als de ATK van beide monsters gelijk is, worden beide vernietigd. Niemand verliest dan levenspunten.

- Vijands ATK > aanvallers ATK: als de vijand sterker is dan het aanvallende monster, wordt het aanvallende monster vernietigd. De eigenaar van het vernietigde monster verliest het verschil in ATK aan levenspunten.

Indien het monster dat aangevallen wordt in verdediging staat, wordt de ATK van het aanvallende monster vergeleken met de DEF van het vijandelijke monster.
- Vijands DEF < aanvallers ATK: als de ATK van het aanvallende monster groter is dan de DEF van het vijandelijke monster, wordt het vijandelijke monster vernietigd. Niemand verliest levenspunten.

- Vijands DEF = aanvallers ATK: wanneer de vijands DEF gelijk is aan de aanvallers-ATK, blijven beide monsters bestaan en verliest niemand levenspunten.

- Vijands DEF > aanvallers ATK: als de vijands DEF hoger is dan de aanvallers-ATK, blijven beide monsters bestaan. De eigenaar van het aanvallende monster verliest het verschil tussen de DEF van het vijandelijke monster en de ATK van zijn eigen monster aan levenspunten.

### Directe aanval
Als een speler helemaal geen monsters op zijn/haar veld heeft kan zijn/haar tegenstander een directe aanval doen op de levenspunten. De schade is dan de volledige ATK van het aanvallende monster. Er zijn ook speciale kaarten die de levenspunten direct kunnen aanvallen, ook als de tegenstander nog monsterkaarten op zijn speelhelft heeft.

### Verliezen
Een speler heeft verloren als:
- Hij/zij geen levenspunten meer heeft
- Zijn/haar deck geen kaarten meer bevat
- Zijn/haar tegenstander de vijf kaarten van Exodia vastheeft
- Zijn/haar tegenstander compleet Destiny Board op het veld heeft
- Zijn/haar tegenstander het effect van Final Countdown succesvol heeft gebruikt
- Zijn/haar tegenstander het effect van Exodius the ultimate forbidden lord succesvol gebruikt
- Hij/zij de kaarten van de tegenstander aanraakt zonder permissie van de eigenaar
- Hij/zij 3 super venom counters op Vennominaga the Deity of Poisonous Snakes geplaatst heeft
- Zijn/haar tegenstander de levenspunten in een "matchduel" (de meeste ervaren spelers spelen op een matchduel, waarbij ze in plaats van 1 potje, 3 potjes spelen, om de factor geluk in een duel zo klein mogelijk proberen te maken) tot 0 brengt met het effect van Victory Dragon (sinds de 1 maart 2007 limted lijst van Konami, mag Victory Dragon niet meer in een normaal deck dat voldoet aan de advanced regels op toernooien)

### Uit het spel verwijderd
Sommige magische kaarten of effectmonsterkaarten vernietigen kaarten niet alleen, maar verwijderen ze uit het spel. Kaarten die uit het spel worden verwijderd worden naast het kerkhof neergelegd en kunnen alleen maar terug gebruikt worden door bepaalde effecten van monsters, traps en magische kaarten, bijvoorbeeld:  Dimension Fusion, Dimension Dissortion, Return From A Different Dimension.
Spelers die gebruikmaken van deze remove from play-strategie hebben een voordeel op normale decks die kaarten recyclen van hun kerkhof met behulp van bijvoorbeeld Monster Reborn, of Call of The Haunted. Dit resulteert in Dead Draws(de speler trekt kaarten die nutteloos zijn op dat moment).